# Halca
Halca (ハルカ Haruka?) es una cantante japonesa afiliada a Music Ray'n y firmado con Sacra Music. Fue el acto de apertura de la gira Chico with HoneyWorks 2017. En 2018, lanzó su primer sencillo "Kimi no Tonari", cuya canción principal se utilizó como tema de cierre de la serie de anime Wotakoi: Love is Hard for Otaku. Su música ha aparecido en Ace Attorney, Rent-A-Girlfriend, y Kaguya-sama: Love Is War.

## Biografía
Halca tuvo interés en la música desde la primera infancia. Se inspiró cuando recibió una copia en CD de la canción "Again" de Yui. Mientras estaba en la escuela secundaria, se familiarizó con la música de anime cuando descubrió que la televisión por cable de su casa tenía un canal de anime, que luego veía todos los días. Aunque series como Cardcaptor Sakura y Toradora! dejó un impacto en ella, fue "Kiss Kara Hajimaru Miracle" de Steel Angel Kurumi la que se convirtió en su canción de anime favorita. Se unió al club de coro de su escuela y al club de transmisión de teatro para perfeccionar sus habilidades vocales.
Después de decidir seguir una carrera como músico, Halca consideró varias audiciones de canto. ¡Después de descubrir Utakatsu! Audition, que se centró en canciones de anime, decidió participar en él; ganó el gran premio en 2013 Después de ganar la audición, continuó entrenando mientras esperaba hacer su gran debut. En 2017 fue invitada por el cantante Chico, conocido por su vinculación con el grupo musical HoneyWorks, a participar en la gira en vivo de este último como teloneros. Después de esto, interpretó la canción "Kimi no Sora" (キミの空?  lit. "Your Sky") "Your Sky"), que se incluyó en un álbum recopilatorio lanzado para celebrar el décimo aniversario de la editorial de novelas en línea Noichigo. También interpretó la canción "Resonator", que se usó en la banda sonora de la serie de anime Beatless, e hizo un miniálbum titulado White Disc, que se vendió en la gira Honeyworks.
Halca hizo su gran debut en 2018 con el lanzamiento de su primer sencillo "Kimi no Tonari" (キミの隣?  lit. "Next to You") "Junto a ti") ) ; cuya canción principal se utilizó como tema de cierre de la serie de anime Wotakoi: Love is Hard for Otaku. Para conmemorar el lanzamiento del sencillo, White Disc se puso a la venta durante el evento de lanzamiento del sencillo. Su segundo sencillo "Starting Blue" (スターティングブルー?) fue lanzado en octubre de 2018, y la canción principal se utilizó como tema de cierre de la segunda temporada de la serie de televisión de anime Ace Attorney. Su tercer sencillo "Sentimental Crisis" (センチメンタルクライシス?) fue lanzado en febrero de 2019; la canción principal se utiliza como tema de cierre de la serie de anime Kaguya-sama: Love is War. Su cuarto sencillo "After School Liberty" (放課後のリバティ?) fue lanzado el 13 de noviembre de 2019; la canción principal se utiliza como tema de cierre de la segunda temporada de We Never Learn. Su quinto sencillo "Kokuhaku Bungee Jump" (告白バンジージャンプ?) fue lanzado en septiembre de 2020; la canción principal se utiliza como tema de cierre de la serie de anime Rent-A-Girlfriend. Su sexto sencillo "Kimi ga Ita Shirushi" (キミがいたしるし?) fue lanzado el 19 de mayo de 2021; la canción principal se utiliza como tema de cierre de la serie de anime Boruto: Naruto Next Generations.